# Amt Brieskow-Finkenheerd
Das Amt Brieskow-Finkenheerd ist ein 1992 gebildetes Amt im Landkreis Oder-Spree des Landes Brandenburg, in dem fünf Gemeinden im damaligen Kreis Eisenhüttenstadt-Land zu einem Verwaltungsverbund zusammengefasst wurden. Sitz der Amtsverwaltung ist Brieskow-Finkenheerd.

## Geographische Lage
Das Amt Brieskow-Finkenheerd liegt im Nordosten des Landkreises Oder-Spree und grenzt im Westen an das Amt Schlaubetal, im Norden an die Stadt Frankfurt (Oder), im Osten an die Republik Polen sowie im Süden an die Stadt Eisenhüttenstadt.

## Gemeinden und Ortsteile
Das Amt gliedert sich in fünf Gemeinden:
- Brieskow-Finkenheerd mit den Wohnplätzen Brieskow, Finkenheerd und Margarethensiedlung
- Groß Lindow mit den Wohnplätzen Hammerfort, Klixmühle, Schlaubehammer und Weißenspring
- Vogelsang
- Wiesenau mit dem Wohnplatz Kunitzer Loose
- Ziltendorf mit den Wohnplätzen Ernst-Thälmann-Siedlung und Aurith

## Geschichte
Am 17. Juni 1992 erteilte der Minister des Innern seine Zustimmung zur Bildung des Amtes Brieskow-Finkenheerd mit Sitz in Brieskow-Finkenheerd. Als Zeitpunkt des Zustandekommens des Amtes wurde der 23. Juni 1992 festgelegt. Zum Zeitpunkt der Bildung des Amtes gehörten die fünf amtsangehörigen Gemeinden zum damaligen Kreis Eisenhüttenstadt-Land.

## Bevölkerungsentwicklung
| Jahr | Einwohner |
| ---- | --------- |
| 1992 | 7 065     |
| 1995 | 7 449     |
| 2000 | 8 385     |
| 2005 | 8 421     |
| 2010 | 8 003     |
| 2015 | 7 629     |

| Jahr | Einwohner |
| ---- | --------- |
| 2020 | 7 520     |
| 2021 | 7 499     |
| 2022 | 7 443     |
| 2023 | 7 369     |
| 2024 | 7 330     |

Gebietsstand des jeweiligen Jahres, Einwohnerzahl: Stand 31. Dezember, ab 2011 auf Basis des Zensus 2011, ab 2022 auf Basis des Zensus 2022

## Politik

### Amtsdirektor
- bis 2008: Georg Pachtner
- 2008 bis 2020: Danny Busse[7]
- seit 2020: Dirk Wesuls[7][8]

Wesuls übernahm nach der Abwahl seines Vorgängers am 28. Mai 2020 kommissarisch die Amtsgeschäfte. Er wurde am 28. Januar 2021 durch den Amtsausschuss zum neuen Amtsdirektor gewählt.

### Partnerschaft
Das Amt Brieskow-Finkenheerd unterhält partnerschaftliche Beziehungen zu Zbąszyń und Cybinka in Polen.